# 吉田理保子
吉田理保子（1949年1月24日—）是日本女性聲優、81 Produce董事營業本部長。東京都出身。現在是在Office野澤擔任經理。
代表作品有=「蓋特機器人」的（早乙女滿）、「阿爾卑斯山的少女海蒂」的（克拉拉·賽西曼）、「一休和尚」的（桔梗屋彌生）、「仙女下凡」的（小惠）、「真知子老師」的（真知子老師）、「南方彩虹的露西」的（凱特·波普爾）等等。

## 人物介紹

### 特色
- 主要活躍於1970年代後期到1990年代這段時間。有演出清純的角色、擁有包容力的人物、還有很強勢的角色等等，使人感到非常有看頭而使其角色受到熱烈的支持，並且有很高度的評價。年齡分布在，少女到成年的女性·母親等等的角色演出，「媽媽是小學四年級生」的（水木未來），扮演著未來這小寶寶的角色。
- 有著各式各樣的音調，扮演孩童時有著尖銳的聲音、「未來少年柯南的（孟絲莉）與「銀河鐵道999」的（卡洛兒）等女性角色演出的時候，使用比較低沉的聲音也是有的。
- 被說是世界名作劇場系列裡很老牌的配音員（後述）。

### 經歷
- 當初是打算走清純少女角色（特別是大小姐系列的）演出方面比較多，在1978年的「未來少年柯南」的（孟絲莉），是最初擔任成年女性的角色，並成為了新方向的契機。特別是外文片配音，擔任了有很多如，雪歌妮·薇佛與琳達·漢米爾頓等擁有強烈骨幹女性的角色。
- 1998年1月引退了配音員的第一線，在之後作為81 Produce理為業務而活躍著。過去所扮演的角色，以現在動畫等等的特殊情報，她已經不打算再從事配音員這方面的事物，但會在動畫片擔任角色設計，經理等幕後工作。
- 2006年，野澤雅子獨自成立了Office野澤而轉任於此，在野澤這裡擔任經理的職務。

### 後任
吉田引退後，有繼續持續下去的角色有。
- 日高範子（『人聲嘈雜森林的小頑固』：小茲姆、西波老師）
- 松井菜櫻子（『超級機器人大戰』：卡洛兒・卡爾（『戰鬥裝甲Xabungle』）角色）
- 吉田美保（『超級機器人大戰』：早乙女滿（『蓋特機器人』）、葛瑞絲·瑪莉亞·弗里德（『金剛戰神』〕角色，其他）
- 渡邊久美子（『超級機器人大戰』：commander·麗莎（『無敵金剛人泰坦3』）角色）
- 金田朋子（『麵包超人』：泥論的角色）

### 補充·其他事項
- 之前經歷過劇團知更鳥、Production baobab，最後才是在81 Produce工作。
- 「魔女的孩子小惠」演出的時候，當時的事務所有很多慕名而來的觀眾寫信給她。內容有小學5年級的少年所寫的信，有私人照片（穿著棒球制服的樣子等等）被放在信封內。表明了很想認識吉田，關於吉田扮演小惠的事情，是以國中2年級的左右的姊姊的樣子（出自於：「月刊OUT」訪問）。

### 世界名作劇場
- 世界名作劇場系列，總共有演出10部作品。這個演出有，山田榮子以來的10部作品（第11部波菲的漫長旅程的伊萊麗雅·馬丁尼）裡第2個最多的。登場機會少的作品雖然很多，但是「南方彩虹的露西」裡扮演（凱特·波普爾）這個角色，演起雙重角色，除了角色外還擔任起作品中的旁白來。
- 在這裡，她與山田、潘惠子、堀江美都子、中西妙子一起共同演出，在系列裡她的名字在配音員裡被選為是第1位。系列裡多數以低聲演出的機會比較多，但在作品裡擔任少女的時候使用較高的音域。在擔任角色方面，有從陰險到溫和、母親到少女等等，擔任角色的分布領域非常廣。
- 還有，系列以前的時間帶播映的可爾必思漫畫劇場的「阿爾卑斯山的少女海蒂」的（克拉拉·賽西曼），在裡面擔任很主要的角色。官方系列裡這是不包含在世界名作劇場的，但是很多人都誤以為是，不過吉田她在這系列也有很多愛好者。

## 演出作品

### 電視動畫
- 哆啦A梦 (1973年版)（ジャマ子）
- 愛天使傳說結婚桃子（裘拉）
- 女排No.1（一條明日香）
- 小紅豆（志乃）
- 動畫紀行 馬可波羅的冒險（奧爾潔）
- 愛麗絲偵探社（白雪姫子的繼母）
- 阿爾卑斯山的少女海蒂（克拉拉·賽西曼）
- 火焰的阿爾卑斯玫瑰 茱蒂&藍迪（法蘭索娃絲·德·古爾蒙）
- Arrow Emblem 最厲害的老鷹（香取梨惠）
- 安徒生童話（村人）
- 一休和尚（桔梗屋彌生（第2代））
- 一發貫太君（京子）
- 土包子大將 ※路人
- 宇宙海賊海洛克船長（愛梅拉達）
- 神勇戰士（美奈子·馬蒂諾、吉拉）
- 福星小子（克拉瑪）
- 超能力魔美（賣香煙的阿姨）
- X戰警（史東）東京電視台版
- 美味大挑戰（曲垣老師、中本輝子）
- 給親愛的哥哥（真理子的母親）
- 妖怪霍利（魔女琳）
- 早安！史派克（科子）
- 記得小茶魔（米波琳）
- 小世貓（阿蕾蕾）
- 嘉米‧貝爾的冒險（古勒米）
- 機動警察Patlabor（高尾）
- 貓與公司（奶奶、瑪西）
- 太空突擊隊（奴拉拉）
- 甜心戰士（夏子）
- 恐龍行星（雷、西爾·卡西姆·西爾）
- 銀河鐵道999（卡洛兒·卡爾）
- 金魚注意報（千歲的媽媽）
- 金田一少年之事件簿（多岐川薰（かほる））[2]
- Gu Gu Ganmo（半平太的媽媽、桃樂絲·史凱拉克）
- 空想科學世界格列佛男孩（哈雷路亞）
- 金剛大魔神（小香、戰鬥獸海蓮娜、森山優子）
- 怪怪怪的鬼太郎（白粉婆婆）
- 蓋特機器人
  - 蓋特機器人（早乙女滿）
  - 蓋特機器人G（早乙女滿）
- 鋼鐵吉格（卯月美和）
- 辛普森一家（莫娜·辛普森）
- 少年德川家康（築山殿）
- 魔投手（番場雪）
- 城市獵人（安潔兒·哈特：第25話）
- 森林大帝（新）（瑪莎）
- 新：網球甜心（寶刀冴子）
- 聖戰士DUNBINE（雅各布·艾昂）
- 世界名作劇場系列
  - 尋母三千里（蘿西塔）
  - 佩琳物語（瑪格麗特）
  - 紅髮安妮（芙蘿拉·珍·史賓賽）
  - 南方彩虹的露西（凱特·波普爾、旁白）
  - 阿爾卑斯物語 我的安妮特（瑪麗·莫雷爾）
  - 牧場上的少女卡特莉（漢娜）
  - 愛少女波麗安娜物語（黛拉·威瑟比）
  - 小公子西迪（莎拉）
  - 我的長腿叔叔（班德爾頓夫人／茱莉亞的母親）
  - 名犬萊西（梅麗莎·凱拉克勞）
- 西倫蒂比迪物語 普爾島的朋友們（明達）
- 戰鬥裝甲Xabungle（卡洛兒·卡爾）
- 麵包超人（泥論（第一代））
- 去吧！溫莎（雪子、小白）
- 太陽使者 鐵人28號（蘭：第45話）
- 時空飛船系列
  - Yatterman（迪塔妮亞、蘭）
  - Zenderman（女帝）
  - Rescueman（瑚安拉）
- 金銀島（莉莉）
- 中華一番（白／劉昴星的母親）
- 超時空世紀歐嘉斯（蒂娜·亨德森）
- 蒂羅林村物語（卡維茲）
- 天才小釣手三平（海倫·華生）
- 原子小金剛（1980年版）（凱西）
- 瓢蟲之歌（動物園的男子的未婚妻）
- 黑豹傳奇（蘿賽）
- 劣根性青蛙1972年版
- 變形金剛：超神 Master Force（梅嘉）
- 飛吧！蒙佩（加納麻紀）
- 尼爾斯的不可思議之旅（丹芬的姊姊（下的姊姊）：第27話「摩爾丁的訂婚」）
- 忍者超人一平（德川老師、布比）
- 拜克馬斯（查理）
- 永不放棄的道路（北小路環、御引刷）
- 高中！奇面組（宇留冴（第2代）、固岩鐵子）
- 白鯨傳説（愛琳）
- 第一人類賈特爾斯（皮可）
- Parasol Henbē（内木陽子）
- 針次哈利（卡布琳的母親）
- 冰河戰士加斯拉格（志岐玲子）
- 光之傳說（石崎教練）
- 凡爾賽玫瑰（羅莎莉·拉莫里耶爾）
- 真知子老師（麻衣真知子）
- 魔女的孩子蒂克爾（小森蒂克爾）
- 魔女的孩子小惠（神崎惠）
- 魔神英雄傳小渡2（胡特門）
- 無敵鐵金剛Z（羅蕾萊、女傭露美）
- 機器隼（西音寺櫻）
- 媽媽是小學4年級生（水木未來）
- Marx radio（布麗汀豪斯）
- 漫畫宇宙大作戰（克莉絲）
- 未来少年柯南（孟絲莉）
- 大白鯨（瑪朵拉）
- 六三四的劍（夏木佳代）
- 名偵探柯南（蘆屋英子）
- 飛虎奇兵（阿嘉莎·瓊斯）
- 山鼠洛基查克（祖風的姊姊）
- 楊寶 寧寶 通寶（海賊的頭寶、王妃）
- 金剛戰神（葛瑞絲·瑪莉亞·弗里德）
- 拉‧塞納之星（安潔麗卡：第18話「阿爾卑斯的老騎士」）
- 魯邦三世
  - 魯邦三世（電視版第1系列）（麗莎）※路人
  - 魯邦三世（電視版第2系列）（瑪格麗特、威爾漢·布里里亞·克勞蒂亞）
- 霹靂日光號（霧野麗莎）
- 我與我 兩個綠蒂（露意絲綠蒂·寇納）

### OVA
- Windaria（昆黛麗）
- 秀逗魔導士 作吧！第2巻（約瑟芬）
- 創龍傳（鳥羽冴子）
- 那由他（索絲）
- 特搜戰車隊 多明尼昂（威瑟比市長）
- 冒險！Iczer3（高倫）
- 銀河英雄傳說（肯普的妻子）

### 劇場版動畫
- 三國志 英雄的黎明（貂蟬）
- 安徒生童話 美人魚（史歐米的公主）
- 維納斯戰記（凱西）
- 福星小子 我愛你（克拉瑪）
- 鹹蛋超人USA（蘇珊·蘭德）
- 風之谷（托葉特）
- 金田一少年之事件簿 歌劇院館 新的殺人（佐伯京子）
- 葛里克的冒險（法蘭克）
- 蓋特機器人
  - 金剛大魔神VS蓋特機器人（早乙女滿）
  - 金剛大魔神VS蓋特機器人G 空中大突襲（早乙女滿）
  - 金剛戰神 蓋特機器人G 金剛大魔神 決戰！ 大海獸（早乙女滿）
- 小豬萬萬歲（媽媽）
- 救難小英雄（梅杜莎夫人）
- 美少女戰士SuperS 水手服9戰士集合！夢想黑洞的奇蹟（芭蒂雅奴）
- 霹靂日光號
  - 霹靂日光號VS昆蟲機器人軍團（霧野麗莎）
  - 霹靂日光號 宇宙大海戰（霧野麗莎）

### 遊戲
- 親愛的甜心FX（潘莎=佐拉）
- Schwarzschild（蕾比優·阿美吉斯特）
- 超級機器人大戰A PORTABLE（早乙女滿）※PSP
- 未來少年柯南 ※PC Engine版（孟絲莉）

### 海外連續劇
- 阿福（凱特·塔納：安妮·謝丁）
- 女警官卡格妮與瑞西（克莉絲·卡格妮：莎朗·葛瑞斯）
- Fame（莉蒂亞）

### 國外電影
- 鐵金剛大戰金槍客（安德麗亞：莫德·亞當斯）TBS「星期一上映」版
- 印第安納·瓊斯 魔宮傳奇（威爾漢米娜·史考特：凱特·卡布蕭）DVD版
- 異形3（愛倫·李普利：雪歌妮·薇佛）富士電視台「黃金時段國外電影劇場」版
- 刑警喬 媽媽束手無策（喬貝絲·威廉斯）
- 第六感追緝令（凱薩琳·崔梅爾：莎朗·史東）富士電視台「黃金時段國外電影劇場」版
- 告發的方向（凱薩琳：凱莉·麥克吉利斯）
- 魔鬼剋星2（蒂娜·巴雷特：雪歌妮·薇佛）
- 死與處女（雪歌妮·薇佛）DVD版
- 終極警探（波麗·麥克連：寶妮·維吉尼亞）富士電視台「黃金時段國外電影劇場」版
- 終結者2：審判日（莎拉·康納：琳達·漢米爾頓）富士電視台「黃金時段國外電影劇場」版
- 天崩地裂（瑞秋·汪德：琳達·漢米爾頓）DVD版
- 天地創造（莎拉：愛娃·嘉德納）
- 捍衛戰士（恰莉：凱莉·麥克吉利斯）
- 從地心竄出（海瑟·伽瑪：瑞芭·麥金泰爾）
- 新天堂樂園（多多的母親）富士電視台「黃金時段國外電影劇場」版
- 豪情四海（薇吉妮亞·希爾：安妮特·班寧）DVD版
- 回到未來III（克拉拉·克萊頓：瑪麗·史汀柏格）軟體版
- 誰愛我的孩子（露西兒·福雷：安-瑪格麗特）
- 弗瑞克的故事（克勞婷·奧傑）朝日電視台「星期日國外電影劇場」版
- 藍色兄弟（神秘的女子：凱莉·費雪）
- 海神號（琳達·羅格：史黛拉·史蒂文斯）朝日電視台「星期日國外電影劇場」版
- 小魔女（阿嘉莎·川奇布爾：潘·費里斯）
- 萊因哈特（黛伯拉·雷納德）
- 障礙切割（萊絲莉·安妮·道恩）

### 特別攝影
- 惡魔們 3（達妮亞的聲音）

### 電視連續劇
- 星期六劇神秘劇場「大東京四谷怪談」（岩石的聲音）

### 人偶劇
- 紅孔雀（小楓、桔梗）
- Bomber X（布萊蒂·瑪麗）
- 伸懶腰的小儂（小儂的媽媽）
- 普林普林物語（皮可皮可、麥約、其他）

### 廣播劇
- 動畫陶皮爾（第一代主持人）

## CD
- 轉角的咖啡廳（模擬45轉）- 動畫托比亞主體曲。金唱片。與麻上洋子的二重奏。B面是樂器演奏。
- 動畫托比亞（LP33轉）- 同名的廣播劇節目（大阪：大阪播映 東京：文化播映）的企劃LP。主持人2人（吉田理保子、麻上洋子）在世界旅行這樣的話。金唱片。
- 冒險！伊桂莎3 請稍等，誕生！伊桂莎3- OVA發賣前所製作的連續劇CD。接續OVA第1話的內容。
- 冒險！伊桂莎3 意見沒有用！奈歐斯四天王的逆襲！！ - OVA結束後所製作的連續劇CD。喜劇作品。